# Georg Reismüller
Georg Reismüller (* 11. Mai 1882 in Ingolstadt; † 12. Mai 1936 in Günzburg) war ein deutscher Bibliothekar und Romanist.

## Leben
Reismüller wurde als Sohn des Eisenbahnangestellten Lorenz Reismüller und seiner Gattin Pauline in Ingolstadt geboren. Er war nach einem sehr guten Abitur im Jahr 1901 am Regensburger Alten Gymnasium in das Maximilianeum aufgenommen worden und studierte ab 1902 bis 1907 klassische, orientalistische und neuere Philologie an der Universität München. Von Ostern 1904 bis Herbst 1905 und im Sommer 1906 hatte er Studienaufenthalte zum Sprachen lernen in Frankreich (Besançon, Lyon), England (London) und Belgien (Brüssel). Außerdem unternahm er mehrere Studienreisen in Europa und beschäftigte sich mit fernöstlichen Sprachen. Nach der Staatsprüfung im Herbst 1907 in der romanischen und englischen Philologie schlug er die Laufbahn des Bibliothekars ein. Im Jahr 1909 folgten die Promotion in München mit dem Thema „Romanische Lehnwörter (Erstbelege) bei Lydgate“ und die bestandene bibliothekarische Staatsprüfung.
Ab 1910 war Reismüller als Mitarbeiter bei der Hof- und Staatsbibliothek tätig, anfangs als Kurator, ab 1921 als Oberbibliothekar. Im Jahr 1920 entsandte die Staatsbibliothek ihn in die Pfalz zur Untersuchung der bestehenden kleineren Bibliotheken. Als Ergebnis schlug er eine neue, professionell geleitete Universalbibliothek in Speyer vor. Daraufhin wurde 1921 die Pfälzische Landesbibliothek Speyer gegründet. Sie unterstand der Fachaufsicht der Bayerischen Staatsbibliothek und Reismüller baute sie als erster Direktor auf. In den Jahren 1928/1929 unternahm er eine vom Freistaat Bayern, dem Deutschen Reich und der Notgemeinschaft der Deutschen Wissenschaft finanzierten neunmonatige Reise nach Fernost und den USA. Er führte dabei sinologischen Studien durch, erwarb rund 18.000 Bände chinesischer Literatur für die Sinica-Sammlung der Staatsbibliothek und besuchte ostasiatische und nordamerikanische Bibliotheken.:S. 286
Als Organisator der neugegründeten Pfälzischen Landesbibliothek bewährte sich Reismüller. Im August 1929 wurde er als Nachfolger von Hans Schnorr von Carolsfeld zum Generaldirektor der Bayerischen Staatsbibliothek ernannt. Mit dem zwölf Jahre älteren Georg Leidinger, der selbst Generaldirektor werden wollte und laufend Beobachtungen aus dem dienstlichen wie privaten Bereich, unter anderem auch über Reismüller, in seinem Tagebuch notierte,:S. 298 hatte er in den folgenden Jahren einen unversöhnlichen Feind.:S. 267
Reismüller leitete die Staatsbibliothek kompetent und energisch. Sein geltungsbedürftiges und reizbares Naturell sowie die Spannungen mit Bibliothekaren Leidinger, Karl Schottenloher und Albert Hartmann schlugen sich jedoch auf das Betriebsklima nieder.:S. 267 Sein nicht sehr ausgebildeter Ordnungssinn und eine unstete Arbeitsweise waren unter anderem Kritikpunkte der Gegner.:S. 294 Den Obmann des NS-Beamtenbundes Staatsbibliothekar Rudolf Kummer setzte der Kultusminister Hans Schemm ihm im September 1934 als Berater in weltanschaulichen Fragen zur Seite.:S. 293 Heinz Zirnbauer folgte Kummer im Februar 1935 nach. Am 23. März 1935 wurde Reismüller von der Gestapo verhaftet und Ende Mai 1935 aus der Untersuchungshaft entlassen.:S. 294 Eine Denunziation durch Leidinger war der Anlass. Ihm wurde unter anderem vorgeworfen nationalsozialistische Schriften angeschafft und ausgewertet sowie pro-nationalsozialistische Titel den Bibliotheksbenutzern vorenthalten zu haben. Für ein strafrechtliches Verfahren reichten die Beweise nicht.:S. 294 Zum 1. Juli 1935 wurde er in den einstweiligen Ruhestand versetzt. Das Staatsministerium für Unterricht und Kultus beantragte beim Oberlandesgericht München ein Disziplinarverfahren. Nach einer schweren Operation im Herbst 1935 kam Reismüller in ein Sanatorium und starb mit 54 Jahren am 12. Mai 1936.:S. 295
Der Katholik Reismüller war bis 1933 Mitglied der Bayerischen Volkspartei, Mitglied des Bibliotheksausschusses der Deutschen Forschungsgemeinschaft und des preußischen Beirats für Bibliotheksangelegenheiten. Er veranlasste die Erweiterung der Magazinkapazität im Nordflügel der Staatsbibliothek ab Oktober 1933. In dem entkernten Baukörper wurden selbsttragende Stahlregale auf Eisenbetonzwischendecken eingebaut. Das Turmmagazin hatte eine Kapazität von 800.000 Bänden und überstand als einziges Gebäude der Staatsbibliothek den Zweiten Weltkrieg unbeschädigt.
In München-Allach ist eine Straße nach ihm benannt.

## Werke (Auswahl)
- Romanische Lehnwörter (Erstbelege) bei Lydgate. Inaugural-Dissertation zur Erlangung der Philosophischen Doktorwürde der Philosophischen Fakultät Sektion I der Kgl. Ludwigs-Maximilian-Universität München, vorgelegt von Georg Reismüller aus Regensburg am 23. Juli 1909. Naumburg a. S. 1909 Lippert & Co. (G.Pätz’sche Buchdruckerei). 53 S.
- Romanische Lehnwörter (Erstbelege) bei Lydgate. Ein Beitrag zur Lexicographie des Englischen im XV. Jahrhundert. Von Dr. Georg Reismüller. Leipzig: A. Deichert 1911. XII, 134 S. (Münchner Beiträge zur romanischen und englischen Philologie. 48).
- Europäische und chinesische Technik. Von Dr. Georg Reismüller, München. In: Geschichtsblätter für Technik, Industrie und Gewerbe. 1.1914,2-7.
- Karl Friedrich Neumann, Seine Lern- und Wanderjahre, seine chinesischen Büchersammlung. Von Georg Reismüller (München). In: Aufsätze zur Kultur- und Sprachgeschichte, vornehmlich des Orients, Ernst Kuhn zum 70. Geburtstag am 7. Februar 1916 gewidmet, Breslau 1916, 437–457.
- Des bayerischen Franziskanerpaters Ladislaus May Reise in das Heilige Land (1748–1753). Von Dr. Georg Reismüller, Kustos an der Staatsbibliothek München. (Mit 3 Bildern.) In: Das Bayernland. 30.1919, 419–424.
- Zur Geschichte der chinesischen Büchersammlung der Bayerischen Staatsbibliothek. Von Georg Reismüller. In: Ostasiatische Zeitschrift. 8.1919/20, 331–336.
- Auszug aus der Denkschrift des Oberbibliothekars Dr. G. Reismüller über die Schaffung einer Pfälzischen Landesbibliothek, In: Die Pfalz am Rhein. 5.1920, 24–28.
- Die neue Pfälzische Landesbibliothek in Speyer a. Rh. Referent. Bibl.-Dir. Dr. Georg Reismüller, Speyer, In. ZfB 39.1922, 335–340.
- Dr. Reismüller: Die neue Pfälzische Landesbibliothek, In: Pfälz. Museum-Pfälz Heimatkunde. 40.1923, 1–8
- Planwirtschaft im pfälzischen Bibliothekswesen. Von Dr. G. Reismüller, Direktor der Pfälz. Landesbibliothek. In: Pfalzkatalog III, Fa. E. Lincks-Crusius, Kaiserslautern 1924, 41–49.
- Martin Greif Handschriften in der Pfälzischen Landesbibliothek. Von Dr. G. Reismüller. Palatina-Almanach. 1925. Speyer 1924, 46–50.
- Speyer Büchersammler. Von Dr. G. Reismüller, Direktor der Pfälzischen Landesbibliothek in Speyer. In Das Bayernland. 36.1925, 289–295.
- Pfälzische Büchereien in Vergangenheit und Gegenwart. Von Bibliotheksdirektor Dr. Reismüller, Speyer [Quelle nicht erm.] 1925, 70–77.
- Die Pfälzische Landesbibliothek in Speyer von 1. April 1923 bis 1. September 1925, Von Bibliotheksdirektor Dr. Reismüller, In: Pfälz. Museum. 42.1925, 259–261.
- Zur Geschichte der naturwissenschaftlichen Bibliotheken in der Pfalz. Von Dr. Reismüller. In: Pfälz, Museum, 44,1927, 9–11.
- Erfahrungen und Eindrücke aus ostasiatischen und amerikanischen Bibliotheken. Referent: Generaldirektor Dr. Georg Reismüller, München. In ZfB 47.1930, 469–473. Auszug aus dem Bericht.
- Das bayerische Bibliothekswesen in Vergangenheit und Gegenwart. Von Dr. Georg Reismüller, Generaldirektor der Bayerischen Staatsbibliothek. In: Dem bayerischen Volke. 1930, 131–139.
- Zur Vorgeschichte des Neubaus der Bayerischen Staatsbibliothek. Eine Säkularerinnerung an die Grundsteinlegung am 8. Juli 1832. Von Dr. Georg Reismüller, Generaldirektor der Bayerischen Staatsbibliothek, München. In: Das Bayernland. 43.1932, 387–392.
- Hundert Jahre Bayerische Staatsbibliothek im Dienste der Wissenschaft vom Orient. Von Generaldirektor Dr. Georg Reismüller, München. In: Das Bayernland. 43.1932, 409–414.
- Goethe und die bayerische Gelehrtenpolitik seiner Zeit. Von Generaldirektor Dr. Georg Reismüller, München. In: Das Bayernland. 43.1932, 142–153.